# جو ستافورد
جو ستافورد (بالإنجليزية: Jo Stafford)‏ هي عازفة الجاز ومغنية أمريكية، ولدت في 12 نوفمبر 1917 في كوالينغا في الولايات المتحدة، وتوفيت في 16 يوليو 2008 في لوس أنجلوس في الولايات المتحدة بسبب قصور القلب.

## وصلات خارجية
- جو ستافورد على موقع IMDb (الإنجليزية)
- جو ستافورد على موقع ميوزك برينز (الإنجليزية)
- جو ستافورد على موقع ميوزك برينز (الإنجليزية)
- جو ستافورد على موقع إن إن دي بي (الإنجليزية)
- جو ستافورد على موقع أول ميوزيك (الإنجليزية)
- جو ستافورد على موقع ديسكوغز (الإنجليزية)
- جو ستافورد على موقع ديسكوغز (الإنجليزية)
- جو ستافورد على موقع قاعدة بيانات الفيلم (الإنجليزية)